# Брезовица (Власотинце)
Брезовица је насеље у Србији у општини Власотинце у Јабланичком округу. Према попису из 2022. било је 29 становника.

## Прошлост
Пописан је 1879. године Власотиначки срез, а у селу Брезовици је било следеће стање: у 31 кући станује 229 душа, број пореских глава је 42, а место писмених људи тада није имало.

## Демографија
У насељу Брезовица живи 145 пунолетних становника, а просечна старост становништва износи 47,6 година (45,7 код мушкараца и 49,6 код жена). У насељу има 58 домаћинстава, а просечан број чланова по домаћинству је 2,84.
Ово насеље је у потпуности насељено Србима (према попису из 2002. године), а у последња три пописа, примећен је пад у броју становника.
|  |

| Демографија | Демографија | Демографија |
| Година      | Становника  | Становника  |
| ----------- | ----------- | ----------- |
| 1948.       | 359         |             |
| 1953.       | 371         |             |
| 1961.       | 388         |             |
| 1971.       | 400         |             |
| 1981.       | 360         |             |
| 1991.       | 232         | 232         |
| 2002.       | 165         | 165         |
| 2011.       | 86          |             |
| 2022.       | 29          |             |

| Етнички састав према попису из 2002.‍ | Етнички састав према попису из 2002.‍ | Етнички састав према попису из 2002.‍ | Етнички састав према попису из 2002.‍ | Етнички састав према попису из 2002.‍ |
| ------------------------------------ | ------------------------------------ | ------------------------------------ | ------------------------------------ | ------------------------------------ |
|                                      |                                      |                                      |                                      |                                      |
| Срби                                 | Срби                                 |                                      | 165                                  | 100,0%                               |

| Година пописа     | 1948. | 1953. | 1961. | 1971. | 1981. | 1991. | 2002. |
| ----------------- | ----- | ----- | ----- | ----- | ----- | ----- | ----- |
| Број домаћинстава | 66    | 63    | 71    | 91    | 84    | 70    | 58    |

| Број чланова      | 1  | 2  | 3  | 4 | 5 | 6 | 7 | 8 | 9 | 10 и више | Просек |
| ----------------- | -- | -- | -- | - | - | - | - | - | - | --------- | ------ |
| Број домаћинстава | 10 | 21 | 11 | 9 | 2 | 1 | 4 | 0 | 0 | 0         | 2,84   |

| Пол    | Укупно | Неожењен/Неудата | Ожењен/Удата | Удовац/Удовица | Разведен/Разведена | Непознато |
| ------ | ------ | ---------------- | ------------ | -------------- | ------------------ | --------- |
| Мушки  | 76     | 16               | 49           | 7              | 4                  | 0         |
| Женски | 72     | 6                | 51           | 12             | 3                  | 0         |
| УКУПНО | 148    | 22               | 100          | 19             | 7                  | 0         |

| Пол    | Укупно                    | Пољопривреда, лов и шумарство | Рибарство                            | Вађење руде и камена | Прерађивачка индустрија       |
| ------ | ------------------------- | ----------------------------- | ------------------------------------ | -------------------- | ----------------------------- |
| Мушки  | 34                        | 5                             | 0                                    | 0                    | 1                             |
| Женски | 4                         | 3                             | 0                                    | 0                    | 0                             |
| УКУПНО | 38                        | 8                             | 0                                    | 0                    | 1                             |
| Пол    | Производња и снабдевање   | Грађевинарство                | Трговина                             | Хотели и ресторани   | Саобраћај, складиштење и везе |
| Мушки  | 0                         | 27                            | 0                                    | 0                    | 1                             |
| Женски | 0                         | 0                             | 0                                    | 0                    | 0                             |
| УКУПНО | 0                         | 27                            | 0                                    | 0                    | 1                             |
| Пол    | Финансијско посредовање   | Некретнине                    | Државна управа и одбрана             | Образовање           | Здравствени и социјални рад   |
| Мушки  | 0                         | 0                             | 0                                    | 0                    | 0                             |
| Женски | 0                         | 0                             | 0                                    | 1                    | 0                             |
| УКУПНО | 0                         | 0                             | 0                                    | 1                    | 0                             |
| Пол    | Остале услужне активности | Приватна домаћинства          | Екстериторијалне организације и тела | Непознато            | Непознато                     |
| Мушки  | 0                         | 0                             | 0                                    | 0                    | 0                             |
| Женски | 0                         | 0                             | 0                                    | 0                    | 0                             |
| УКУПНО | 0                         | 0                             | 0                                    | 0                    | 0                             |